# Force européenne Althea
Pour les articles homonymes, voir Force de l'Union européenne.
La force de l’Union européenne Althea, abrégée EUFOR Althea, est la force opérationnelle de l'Union européenne qui a succédé, en Bosnie-Herzégovine, à la Force de stabilisation de l'OTAN, le 2 décembre 2004 qui, elle-même, a succédé à l’IFOR en 1996. Le nom de code de l'opération est Althea. La participation française à cette force a porté le nom d’Opération Astrée.

## Historique

### Contexte
Le 11 mars 2002, le Conseil avait adopté l'action commune 2002/210/PESC établissant la mission de police de l'Union européenne en Bosnie-Herzégovine. Son but était de renforcer les dispositifs policiers locaux et étatiques afin de lutter, notamment, contre le crime organisé.

### Établissement de la mission
Lors du Conseil européen des 17 et 18 juin 2004, les chefs d'État et de gouvernement ont adopté une politique globale vis-à-vis de la Bosnie-Herzégovine et ont indiqué que l'Union européenne continuait ses préparations en vue de la mise en place d'une mission à composante militaire  dans le cadre de la politique européenne de sécurité et de défense,.
Le concept général de la mission a été approuvé le 26 avril 2004 par le Conseil.
Lors de leur rencontre des 28 et 29 juin 2004, les chefs d’État et de gouvernement de l'OTAN ont pris la décision de terminer les opérations de l'OTAN menée par la SFOR dans le pays. En conséquence, le 29 juin, le ministre des affaires étrangères de l'Irlande, en sa qualité de président du Conseil de l'Union européenne envoya une lettre au président du Conseil de sécurité demandant à ce qu'une résolution autorise l'envoi de la mission européenne en Bosnie-Herzégovine.
Le 9 juillet 2004, le Conseil de sécurité des Nations unies a confié un mandat exécutif (usage de la force si nécessaire) à la force militaire européenne dans sa résolution no 1551.
Finalement, le 12 juillet 2004, rappelant que l'accord-cadre général pour la paix en Bosnie-Herzégovine contient des dispositions sur l'établissement d'une force militaire multinationale pour mettre en œuvre la paix, le Conseil a adopté deux actions communes : l'action commune 2004/569/PESC concernant le mandat du représentant spécial de l'UE en Bosnie-et-Herzégovine ; et l'action commune 2004/570/PESC relative à l'opération militaire de l'UE dans ce pays,. Le Conseil de sécurité des Nations unies par la résolution 1575 a confirmé son soutien à cette initiative.
L'opération a été lancée le 2 décembre 2004 par la décision 2004/803/PESC.

### Situation à la veille de l’établissement
À la veille de l’établissement d'EUFOR Althea, la situation en Bosnie-Herzégovine restait un défi. La ligne frontière inter-entités est maintenue et divise le pays entre la Fédération de Bosnie-Herzégovine et la Republika Srpska. Les entités disposaient de leurs propres gouvernements et systèmes de sécurité tout en contribuant au gouvernement de Bosnie-Herzégovine.
Fin 2004, les tensions intercommunautaires avaient déjà grandement diminué par rapport à la période faisant suite aux accords de Dayton. Paddy Ashdown décrivait ainsi la situation :

« La Bosnie atteignait la fin de la route depuis Dayton et se trouvait maintenant au début de la route vers Bruxelles. En d'autres mots, la Bosnie-Herzégovine était sortie de la « chirurgie d'urgence » après la fin de sa guerre, avec une emphase majeure sur la stabilisation militaire de l’OTAN pour créer les conditions d'une reconstruction civile. Elle était alors en « réhabilitation », avec la principale emphase sur la reconstruction des institutions civiles soutenue par des mesures de réassurance militaire et de sécurité. »

— Leakey 2006, p. 60

## Mandat
Cette opération, baptisée Althea, poursuit les objectifs suivants :
- à long terme, une Bosnie-Herzégovine stable, viable, pacifiée et multi-ethnique, coopérant avec ses voisins en paix et irréversiblement en direction de l'adhésion à l'UE ;
- à moyen terme, appuyer les progrès de la BiH pour l'intégration vers l'UE, en assurant un environnement stable et sûr avec comme objectif la signature d'un accord de stabilisation et d'association.

## Fonctionnement

### Coopération avec l'OTAN
L'opération Althea est également la seule opération militaire européenne en partenariat avec l'OTAN, sur la base des accords de Berlin Plus.  Dans ce cadre, le commandant suprême adjoint pour l'Europe (D-SACEUR), est également commandant de l'opération de l'UE. De même, l'état-major de la force est basé au SHAPE.

### Structures

#### Groupes tactiques multinationaux (2004-2007)
L’EUFOR Althea était initialement organisée, dès 2004, en trois groupes tactiques multinationaux : Multinational Task Force North (MNTF N) Nord à Tuzla, Multinational Task Force Southeast (MNTF SE) à Mostar et Multinational Task Force Northwest (MNTF NW) à Banja Luka.

#### Réforme et réductions (depuis 2007)
En mars 2007, les trois Groupes tactiques ont été dissous au profit d’une nouvelle structure composée d’un bataillon multinational, d’une unité de police (Integrated Police Unit - IPU) et de 45 LOTs (Liaison and observation Teams) à travers le territoire.
Cette structure s’est encore réduite en 2009, 2011 (départ de l’IPU) et en 2012.

### Commandement
| Ordre | Début            | Fin              | Identité                   | Grade         | Nationalité | Notes |
| ----- | ---------------- | ---------------- | -------------------------- | ------------- | ----------- | ----- |
| 1     | 2 décembre 2004  | 6 décembre 2005  | David Leakey (en)          | Major-général | Britannique |       |
| 2     | 6 décembre 2005  | 5 décembre 2006  | Gian Marco Chiarini        | Major-général | Italien     |       |
| 3     | 5 décembre 2006  | 4 décembre 2007  | Hans-Jochen Witthauer (de) | Contre-amiral | Allemand    |       |
| 4     | 4 décembre 2007  | 4 décembre 2008  | Ignacio Martín Villalaín   | Major-général | Espagnol    |       |
| 5     | 4 décembre 2008  | 3 décembre 2009  | Stefano Castagnotto (en)   | Major-général | Italien     |       |
| 6     | 4 décembre 2009  | 6 décembre 2011  | Bernhard Bair (de)         | Major-général | Autrichien  |       |
| 7     | 6 décembre 2011  | 3 décembre 2012  | Robert Brieger (de)        | Major-général | Autrichien  |       |
| 8     | 3 décembre 2012  | 17 décembre 2014 | Dieter Heidecker           | Major-général | Autrichien  |       |
| 9     | 17 décembre 2014 | 24 mars 2016     | Johann Luif (en)           | Major-général | Autrichien  |       |
| 10    | 24 mars 2016     | 28 mars 2017     | Friedrich Schrötter        | Major-général | Autrichien  |       |
| 11    | 28 mars 2017     | Mars 2018        | Anton Waldner              | Major-général | Autrichien  |       |
| 12    | Mars 2018        | en cours         | Martin Dorfer              | Major-général | Autrichien  |       |

### États participants
| Allemagne                 | 111  | —              | —                | —           |
| Autriche                  | 304  | 323            | 320              | 408         |
| Bulgarie                  | 120  | 10             | 10               | 10          |
| Espagne                   | —    | 11             | 10               | 9           |
| Estonie                   | 2    | —              | —                | —           |
| Finlande                  | 4    | 4              | 5                | 5           |
| France                    | 4    | 1              | 1                | 1           |
| Grèce                     | 49   | 2              | 2                | 2           |
| Hongrie                   | 166  | 77             | 44               | 50          |
| Irlande                   | 43   | 7              | 7                | 7           |
| Italie                    | 193  | 4              | 4                | 5           |
| Luxembourg                | 1    | 1              | —                | —           |
| Pays-Bas                  | 75   | 3              | 3                | 6           |
| Pologne                   | 184  | 56             | 36               | 36          |
| Portugal                  | 51   | 51             | —                | —           |
| République tchèque        | 2    | 2              | 2                | 2           |
| Roumanie                  | 64   | 55             | 36               | 44          |
| Royaume-Uni               | 4    | 5              | 100              | 31          |
| Slovaquie                 | 40   | 34             | 35               | 35          |
| Slovénie                  | 29   | 17             | 11               | 9           |
| Suède                     | 1    | 2              | 2                | 2           |
| Total des États membres   | 1448 | 665            | 628              | 662         |
| États tiers contributeurs | 2007 | Septembre 2012 | 27 novembre 2014 | 2 mars 2015 |
| Albanie                   | 13   | 130            | 1                | 1           |
| Chili                     | 21   | 17             | 30               | 15          |
| Macédoine                 | 12   | 11             | 11               | 11          |
| Suisse                    | 20   | 18             | 29               | 20          |
| Turquie                   | 280  | 268            | 229              | 232         |
| Total général             | 1794 | 1109           | 928              | 941         |

## Évaluation de la mission
À la veille de quitter ses fonctions, le commandant de la mission, Martin Dorfer, dresse un bilan mitigé de la mission. Selon lui, il faut « améliorer et rendre plus efficace l’approche en matière de déminage », les mines ayant un impact négatif sur la sécurité de la population et l'image du pays. Une nouvelle stratégie de déminage a été adoptée pour la période 2019-2025. Outre les mines, c’est également « la suraccumulation d’armes et de munitions » qui constitue un danger non négligeable. Enfin, un troisième point à travailler consiste à « séparer ce que les forces armées peuvent encore utiliser de ce qui est obsolète et doit être détruit ». 

## Sources

## Compléments